# ديتليف بوث
ديتليف بوث (بالألمانية: Detlef Bothe)‏ (و. 1965 – م) هو ممثل، وكاتب سيناريو، ومصور سينمائي، ومنتج أفلام من ألمانيا. ولد في براونشفايغ.

## وصلات خارجية
- ديتليف بوث على موقع IMDb (الإنجليزية)
- ديتليف بوث على موقع ألو سيني (الفرنسية)
- ديتليف بوث على موقع أول موفي (الإنجليزية)
- ديتليف بوث على موقع ديسكوغز (الإنجليزية)
- ديتليف بوث على موقع قاعدة بيانات الفيلم (الإنجليزية)
- ديتليف بوث على موقع كينوبويسك (الروسية)